# Fútbol femenino en los Mini Juegos del Pacífico 2017
El fútbol femenino fue uno de los eventos en los que se disputaron medallas en los Mini Juegos del Pacífico 2017.
Esta edición se realizó en Vanuatu, entre el 4 y el 14 de diciembre de 2017. Participaron cuatro equipos.

## Participantes
- Vanuatu
- Fiyi
- Islas Salomón
- Tonga

## Clasificación
| Equipo        | PJ | PG | PE | PP | GF | GC | Dif. | Pts |
| ------------- | -- | -- | -- | -- | -- | -- | ---- | --- |
| Fiyi          | 3  | 2  | 1  | 0  | 7  | 0  | +7   | 7   |
| Vanuatu       | 3  | 1  | 2  | 0  | 7  | 2  | +5   | 5   |
| Tonga         | 3  | 1  | 1  | 1  | 5  | 8  | -3   | 4   |
| Islas Salomón | 3  | 0  | 0  | 3  | 1  | 10 | −9   | 0   |

### Partidos
| Fecha                          | Lugar     |               |                          | Resultado |                          |               |
| ------------------------------ | --------- | ------------- | ------------------------ | --------- | ------------------------ | ------------- |
| 4 de diciembre de 2017, 9:00   | Port Vila | Fiyi          | Bandera de Fiyi          | 5:0       | Bandera de Tonga         | Tonga         |
| 4 de diciembre de 2017, 12:00  | Port Vila | Vanuatu       | Bandera de Vanuatu       | 5:0       | Bandera de Islas Salomón | Islas Salomón |
| 7 de diciembre de 2017, 16:00  | Port Vila | Islas Salomón | Bandera de Islas Salomón | 1:3       | Bandera de Tonga         | Tonga         |
| 7 de diciembre de 2017, 19:00  | Port Vila | Vanuatu       | Bandera de Vanuatu       | 0:0       | Bandera de Fiyi          | Fiyi          |
| 11 de diciembre de 2017, 12:00 | Port Vila | Fiyi          | Bandera de Fiyi          | 2:0       | Bandera de Islas Salomón | Islas Salomón |
| 11 de diciembre de 2017, 19:00 | Port Vila | Tonga         | Bandera de Tonga         | 2:2       | Bandera de Vanuatu       | Vanuatu       |

## Fase final

### Medalla de bronce
| Fecha                   | Lugar     |       |                  | Resultado |                          |               |
| ----------------------- | --------- | ----- | ---------------- | --------- | ------------------------ | ------------- |
| 14 de diciembre de 2017 | Port Vila | Tonga | Bandera de Tonga | 1:0       | Bandera de Islas Salomón | Islas Salomón |

### Medalla de oro
| Fecha                   | Lugar     |      |                 | Resultado |                    |         |
| ----------------------- | --------- | ---- | --------------- | --------- | ------------------ | ------- |
| 14 de diciembre de 2017 | Port Vila | Fiyi | Bandera de Fiyi | 1:2       | Bandera de Vanuatu | Vanuatu |

| Bandera de Vanuatu |
| Campeón Vanuatu    |
| Primer título      |

## Goleadoras
| Jugador             | Selección | Goles |
| ------------------- | --------- | ----- |
| Cema Nasau          | Fiyi      | 4     |
| Mele Akolo          | Tonga     | 3     |
| Jotivini Tabua      | Fiyi      | 2     |
| Luisa Tamanitoakula | Fiyi      | 2     |
| Jane Alatoa         | Vanuatu   | 2     |
| Monica Melteviel    | Vanuatu   | 2     |
| Pauline Willie      | Vanuatu   | 2     |